# Lars Hanson
Lars Mauritz Hanson (ur. 26 lipca 1886 w Göteborgu, zm. 8 kwietnia 1956 w Sztokholmie) – szwedzki aktor filmowy i teatralny.

## Wybrana filmografia
- 1917: Tösen från Stormyrtorpet
- 1924: Gdy zmysły grają
- 1926: Szkarłatna litera
- 1926: Symfonia zmysłów
- 1928: Boska kobieta
- 1942: Płonąca żagiew